# Hyperolius davenporti
Hyperolius davenporti es una especie de anfibio anuro de la familia Hyperoliidae.

## Distribución geográfica
Esta especie es endémica de Tanzania. Se encuentra en las montañas Livingstone. Es una especie arbórea que vive en pantanos de gran altitud.

## Descripción
Los 10 especímenes machos adultos observados en la descripción original tienen de 17 a 20 mm de longitud estándar y las 2 especímenes hembras adultas observadas en la descripción original tienen 27 mm de longitud estándar.

## Etimología
Esta especie lleva el nombre en honor del profesor Timothy Richard Bentley Davenport. 

## Publicación original
- Loader, Lawson, Portik & Menegon, 2015: Three new species of spiny throated reed frogs (Anura: Hyperoliidae) from evergreen forests of Tanzania. BMC Research Notes, vol. 8, n.º 167, p. 1–16[4]